# Michael Dell
Michael Saul Dell (født 23. februar 1965 i Houston, Texas) er en amerikansk forretningsmand og grundlægger af Dell, Inc. Dell studerede psykologi på University of Texas at Austin.
Samtidig startede han firmaet PC's Limited og sluttede på universitetet som 19-årig. I 1987 skiftede firmaet navn til Dell Computer Corporation og senere Dell, Inc. i 2003.
Dell er rangeret som den 9. rigeste person i verden i 2004 af Forbes med en formue på 14,2 milliarder dollar.